# Assessment of Sensory Processing
Assessment of Sensory Processing är en arbetsterapimodell som syftar till att förbättra individens utförande av aktivitet i det vardagliga livet.
Arbetsterapeuten har i fokus att identifiera eller anpassa olika miljöer som klienten vistas i. Arbetsterapeuten kan hjälpa till med att etablera livshanteringsstrategier hos individer som har svårt att handskas med sensorisk information. Arbetsterapeuten hjälper individen till att utveckla en förståelse av den sensoriska bearbetningen. Modellen Assessment of Sensory Processing möjliggör för arbetsterapeuter att kunna överväga om den sensoriska informationen har en effekt i val av intervention.

## Historik
Dunn Winnie skapade en teoretisk modell för att förstå den sensoriska bearbetningen hos människor. Modellen heter Dunn's Model of Sensory Processing och beskriver individen utifrån olika stimuli och även för hur individen agerar i olika sammanhang. Hans modell utvecklades i fältet aktivitet och utbildningsrådgivning. Dunn föreslog att fyra sensoriska mönster av olika processer beskrev den perceptuella processen, som även kallas för ”process-stilar". Dessa mönster ansåg han skapas utifrån individens olika neurologiska tröskelvärden för stimulering och självregleringsstrategier.

## De fyra process-stilarna
Den första reaktionen av stimuli kallas för Sensory Sensitivity (Low, Passive) och handlar om att känsliga människor uppmärksammar fler sensoriska händelser än andra människor. Människorna kommenterar dessa händelser regelbundet, i stället för att försöka undvika dem. De blir ofta distraherade av dessa händelser och kan bli besvärade av det. Dessa människor som lätt blir distraherade av sensorisk input får strategier som hjälper dem till att inte bli överväldigade av input.
Den andra reaktionen på stimuli kallas för Sensation Avoiding (Low, Active), och handlar om att olika sinnesintryck distraherar människor som undviker stimuli. Dessa människor försöker begränsa den mängd sensorisk input de får in, för att kunna bearbeta och handskas med informationen. Att handskas med okänd input är stressigt och svårt för dessa människor, både att förstå och att organisera dem på ett bra sätt. Undvikande människor reglerar sina erfarenheter genom att använda sig av ritualer, vanor och regler för att underlätta detta. Dessa erfarenheter ger människorna en förutsättning för att handskas med bekant sensorisk input och för att begränsa exponering av ny input. Förändringar i miljön kan som följd ge konsekvenser för dessa människor till att bli stela, icke samarbetsvilliga och även tillbakadragna.
Den tredje reaktionen på stimuli kallas för Low Registration (High, Passive). Den handlar om att människor med en icke hög registrering av stimuli har en mindre medvetenhet om saker och ting som sker i omgivningen, medan andra människor upptäcker samma stimuli tydligt. Samtidigt kan dessa människor handskas med att vistas i olika miljöer och behålla fokus på själva uppgiften med ett intresse samtidigt som andra människor distraherar dem.
Den fjärde reaktionen på stimuli kallas för Sensory Seeking (High, Active), och handlar om att människor söker efter en större mängd stimuli för att uppnå sensorisk stimulering. Dessa människor skapar eller eftersträvar miljöer som är intensiva nog för att stimulera det neurologiska systemet. Känslosökande människor anses vara nyfikna och har stort nöje av nyheter i det vardagliga livet för att få sensoriska upplevelser. Samtidigt tenderar dessa människor att lätt bli uttråkade, och kan även ha svårigheter med situationer som involverar rutiner, och kan bli obekväma eller rastlösa.
Dunn relaterar dessa fyra processer till olika temperament och personligheter. Denna modell har använts på människor i alla åldrar från spädbarn till vuxna, utan och med funktionshinder.

## Adult Sensory Profile
Det finns även en Adult Sensory Profile som är baserad på modellen sensorisk bearbetning. Modellen innehåller fyra skalor och varje skala representerar de fyra olika ”process-stilarna” av sensorisk bearbetning.
Frågorna i modellen speglar de olika beteendemässiga reaktionerna utifrån vardagliga sensoriska upplevelser. Frågorna innefattar visuella, taktila och auditiva upplevelser, samt smaken, lukten och rörelserna. Modellen innehåller en bedömning där personen själv får bedöma sina reaktioner, om de upplevt sensorisk stimuli eller inte, under en specifik tid. Frågorna tar ca 15 minuter att gå igenom. Frågorna är utformade med hjälp av svarsalternativen: aldrig, sällan, ibland, och nästan alltid.
Denna modell kan vara värdefull för användning av vuxna för att kunna förstå att den sensoriska processen samspelar i ett aktivitetsutförande eller i olika aktivitetsval.
The Adult Sensory Profile har även använts i forskning för att studera skillnader i den sensoriska processen hos människor som har schizofreni, bipolär sjukdom eller inte har mentala sjukdomar. Studien resulterade i att personer med schizofreni hade en tendens för sensoriska preferenser för känsligt undvikande och för låg registrering. Personer med bipolär sjukdom ansågs ha preferenser för undvikande av känslor, och de som inte hade några mentala sjukdomar ansågs vara känslosökande.